# Personnages de DMZ
DMZ est un comic de Brian Wood et Riccardo Burchielli publié chez Vertigo, l'histoire se déroule à New York, en pleine seconde guerre civile américaine, alors que la ville n'est plus qu'une Zone DéMilitarisée (DMZ), zone de front entre les deux camps de la guerre. On y suit Matthew Roth, le seul journaliste de la zone qui dépeint pour l'extérieur la réalité quotidienne des habitants de la ville.

## Personnage principal
- Matthew Roth : il est le personnage principal du comics DMZ. Censé faire un stage photo dans un labo, Mathy se retrouve en stage auprès du journaliste Viktor Ferguson, lauréat du prix Pulitzer, pour l'accompagner à Manhattan, la DMZ où il a prévu de faire un reportage. Seulement, l'équipe se fait attaquer et il se retrouve être le seul survivant de l'expédition. Après avoir cherché à regagner sa patrie, il décide de faire ce pourquoi il a été engagé, des reportages. Seul reporter de la DMZ, Mathy devient une sorte d'icône. Mais, il ne doit réellement sa vie qu'a sa carte de presse, la seule véritable gardienne de sa sécurité.

## Personnages secondaires
- Zee Hernandez : ancienne étudiante en médecine, c'est une infirmière qui fait tout ce qu'elle peut pour sauver les gens, c'est elle qui sauve Matthew après l'attaque de son hélicoptère. Elle lui fait ensuite découvrir la ville mais elle se brouille avec lui quand il se retrouve contraint de suivre une équipe de l'armée des États-Unis avant de devenir son amante plus d'un an après son arrivée. Le numéro 11 de la série, Zee, NYC, nous fait découvrir sa vie avant la guerre et les raisons pour lesquelles elle est restée dans la DMZ alors qu'il lui était possible d'être évacuée en tant que médecin. Avant tout par défi, parce qu'elle voulait prouver que les personnes qui restaient dans la ville n'étaient pas des terroristes mais tout simplement des gens qui ne pouvaient pas partir et qui avaient besoin d'aide. Bien vite, l'envie d'aider prendra le dessus. Le jour où Manhattan se transforme en DMZ correspond également à la transformation de Zee tant psychologique que physique : brune aux cheveux longs, elle se rase les cheveux et se les teint en blanc, couleur qu'elle porte encore maintenant.
- Viktor Ferguson : journaliste ayant reçu le prix Pulitzer, il montera l'expédition dans laquelle il engagera Matty comme photographe seulement, ils se feront prendre en embuscade et se verront contraints de se retirer, ou plutôt de fuir. La fuite de Ferguson sera tellement rapide qu'il abandonnera Matty pour ne pas avoir à risquer sa peau. Néanmoins, l'hélicoptere se fera abattre et tuera Ferguson. Du moins, c'est ce que l'on croit, mais il sera en réalité fait prisonnier par les États libres qui voudront l'utiliser comme monnaie d'échange contre de l'argent et du territoire de la DMZ. Les États-Unis d'Amérique n'accepteront pas et utiliseront cette prise d'otage comme prétexte pour lancer une attaque d'envergure au travers de la DMZ, avançant également, au travers de la chaîne Liberty News, que Matty et Ferguson ont été tués, une opération qui se verra avortée grâce à Matty. Ferguson ne survivra néanmoins pas à cette histoire, se faisant abattre par les États-Unis, ceux-ci ayant besoin de prouver la mort du journaliste.
- Wilson : voisin de Matty à Stuytown, il a énormément de "petit-fils", nom qu'il donne à ceux qui travaillent pour lui. On ne sait pas vraiment qui il est. C'est un asiatique, il s'y connait en informatique et en pas mal de choses. Assez sympathique, il apparait néanmoins au nombre de ses petits-enfants que ce n'est pas un vieux sans défense. Son passé de membre des Triades chinoises profitant de la guerre pour prendre la mainmise de Chinatown est décrit dans l'arc La Guerre Cachée.
- Eve Lindon : voisine de Matty à l'époque où il n'était encore qu'un ado, c'était la « bombe » que tout le monde voulait avoir et il la retrouve alors qu'il est récupéré par les États-Unis dans l'arc Le corps d'un journaliste. C'est une militaire qui se propose d'aider Matty s'il venait à avoir des problèmes ou pour parler avec quelqu'un qu'il connait. Elle réussit même à être son intermédiaire entre lui et Liberty News mais, Matty comprend bien vite que tout cela n'est en réalité qu'une comédie pour pouvoir gagner sa confiance et le manipuler à la guise des États-Unis.
- Kelly Connolly : amie, amante d'un soir et surtout correspondante de Matty avec Independant World News. Elle apparait dans l'arc Le corps d'un journaliste et permet à Matty de résoudre la tension créée par la prise en otage de Viktor Ferguson. Son passage dans la DMZ est d'abord courte durée et permet surtout à Matthew de prendre contact avec une nouvelle chaîne d'information beaucoup plus intéressée par la réalité de la vie dans la DMZ car c'est une chaîne canadienne. Revenant plusieurs ensuite à New York, elle y est abattu dans l'arc La Guerre Cachée et des funérailles vikings lui sont organisées.